# Mansfield (Texas)
Mansfield es una ciudad Afluente Aubicada en el condado de Tarrant en el estado estadounidense de Texas. En el Censo de 2010 tenía una población de 56.368 habitantes y una densidad poblacional de 597,46 personas por km².Es un suBurbio de Dallas, Texas

## Geografía
Mansfield se encuentra ubicada en las coordenadas 32°34′9″N 97°7′14″O / 32.56917, -97.12056. Según la Oficina del Censo de los Estados Unidos, Mansfield tiene una superficie total de 94.35 km², de la cual 94.23 km² corresponden a tierra firme y (0.12%) 0.11 km² es agua.

## Demografía
Según el censo de 2010, había 56.368 personas residiendo en Mansfield. La densidad de población era de 597,46 hab./km². De los 56.368 habitantes, Mansfield estaba compuesto por el 73.53% blancos, el 14.16% eran afroamericanos, el 0.56% eran amerindios, el 3.71% eran asiáticos, el 0.08% eran isleños del Pacífico, el 5.14% eran de otras razas y el 2.82% pertenecían a dos o más razas. Del total de la población el 15.41% eran hispanos o latinos de cualquier raza.